# 인동군
인동군(仁同郡)은 경상북도의 옛 행정구역이다. 1914년 행정구역 개편으로 칠곡군에 병합되었다. 현재의 칠곡군 북삼읍·석적읍·약목면·기산면·가산면과 구미시 인동동·진미동·양포동·오태동 일대에 해당한다.
옥산(玉山)은 인동의 별호이다.

## 역사
| Daedongyeojido (Gyujanggak) 16-03.jpg | Daedongyeojido (Gyujanggak) 16-02.jpg |
| Daedongyeojido (Gyujanggak) 17-03.jpg | Daedongyeojido (Gyujanggak) 17-02.jpg |

- 신라시대 사동화현(斯同火縣) 또는 이동혜현(爾同兮縣)으로 칭하였다.
- 757년(신라 경덕왕 16년) 수동현(壽同縣)으로 개칭하고, 강주(康州) 성산군(星山郡, 현 성주군)에 속했다.
- 고려 초 인동현(仁同縣)으로 개칭하였다.
- 1018년(고려 현종 9년) 경산부(京山府, 현 성주군)의 속현으로 병합되었다.
- 1390년(고려 공양왕 2년) 약목현(若木縣)을 편입하였고, 감무(監務)를 둠으로써 독립하였다.
- 1604년(조선 선조 37년) 인동도호부(仁同都護府)로 승격하였다.
- 1895년(조선 고종 32년) 6월 23일(음력 윤5월 1일) 대구부 인동군(仁同郡)으로 개편되었다.[1]
- 1896년(건양 원년) 8월 4일 경상북도 인동군으로 개편되었다.[2]
- 1914년 4월 1일 칠곡군에 통폐합되었다.[3]

## 행정 구역
| 1914년         | 현재                                                        |
| -------------- | ----------------------------------------------------------- |
| 읍내면(邑內面) | 구미시 인의동, 황상동, 구평동, 신동, 임수동, 진평동, 시미동 |
| 북면(北面)     | 구미시 옥계동, 구포동, 양호동, 거의동, 금전동               |
| 동면(東面)     | 칠곡군 가산면 송학리, 심곡리, 학상리, 학하리                |
| 동면(東面)     | 구미시 장천면 상장리                                        |
| 장곡면(長谷面) | 칠곡군 석적읍 남율리, 성곡리, 중리                          |
| 석적면(石積面) | 칠곡군 석적읍 망정리, 도개리, 황학리                        |
| 문량면(文良面) | 칠곡군 석적읍 중지리, 반계리, 포남리                        |
| 문량면(文良面) | 왜관읍 아곡리                                               |
| 북삼면(北三面) | 칠곡군 북삼읍                                               |
| 북삼면(北三面) | 구미시 공단동 일부(구 낙계동), 오태동                       |
| 약목면(若木面) | 칠곡군 약목면                                               |
| 기산면(岐山面) | 칠곡군 기산면                                               |